# Wierzbice

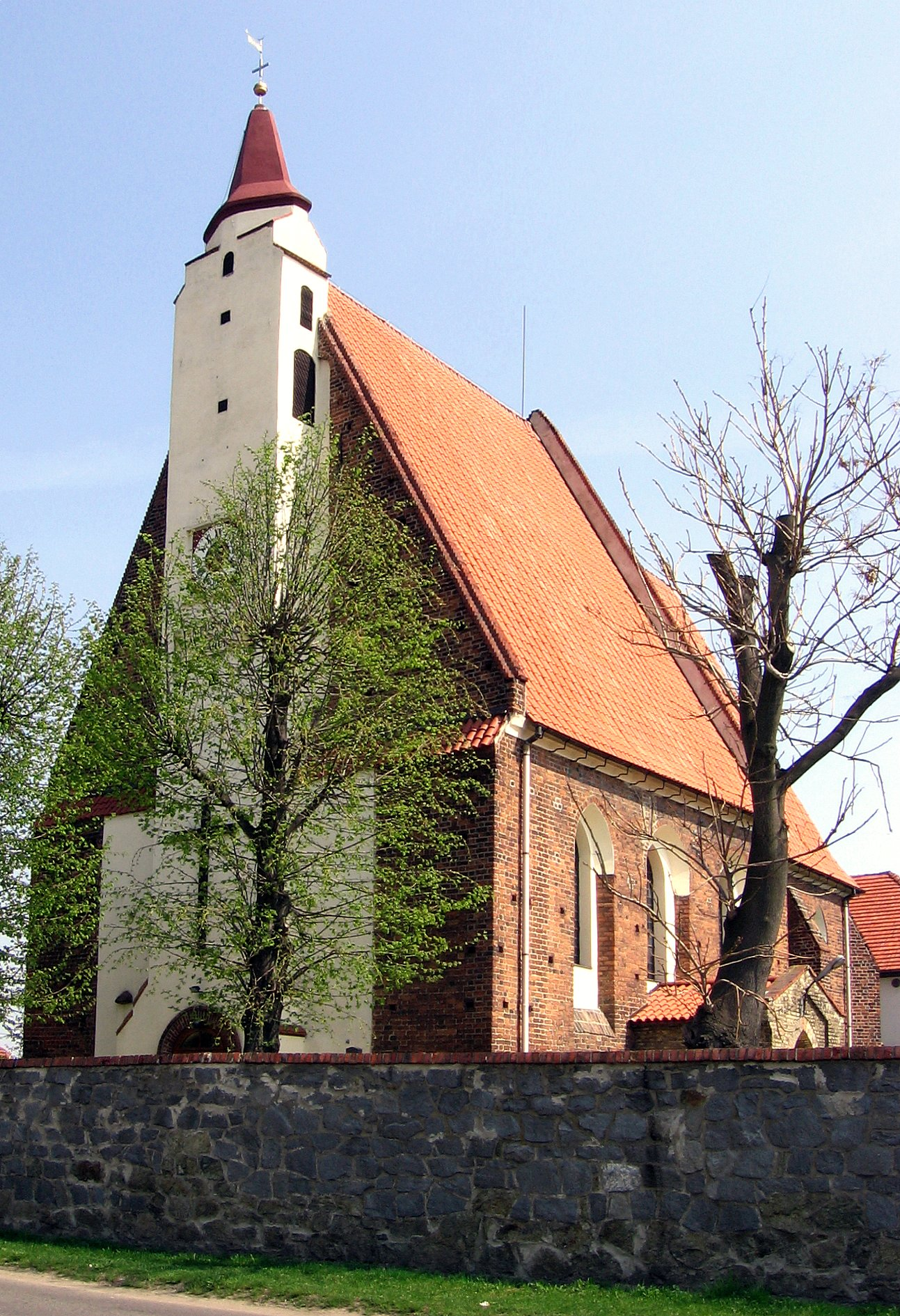
Fronleichnamskirche und Kirche der seligen Jungfrau Maria von Tschenstochau in Wierzbice (Kościół Bożego Ciała i NMP Częstochowskiej)

Wierzbice (deutsch Wirrwitz) ist ein Dorf in der Landgemeinde Kobierzyce (Koberwitz, 1937–1945 Rößlingen) im Powiat Wrocławski (Kreis Breslau) in der Woiwodschaft Niederschlesien in Polen.
Vor 1945 trug der ca. 20 km südwestlich von Breslau an der Bahnstrecke Wrocław–Jedlina-Zdrój gelegene Ort die deutschen Namen Konradserbe (1937–1945) und Wirrwitz (Kreis Breslau). Zwischen 1975 und 1998 gehörte das Dorf verwaltungsmäßig zur Woiwodschaft Breslau.
Sehenswürdigkeiten sind der katholische Pfarrkirchenkomplex mit seiner spätgotischen Wehrkirche und das im 18. Jahrhundert erbaute Schloss Wirrwitz (Pałac Wierzbice).

Karte von Wirrwitz (um 1820)
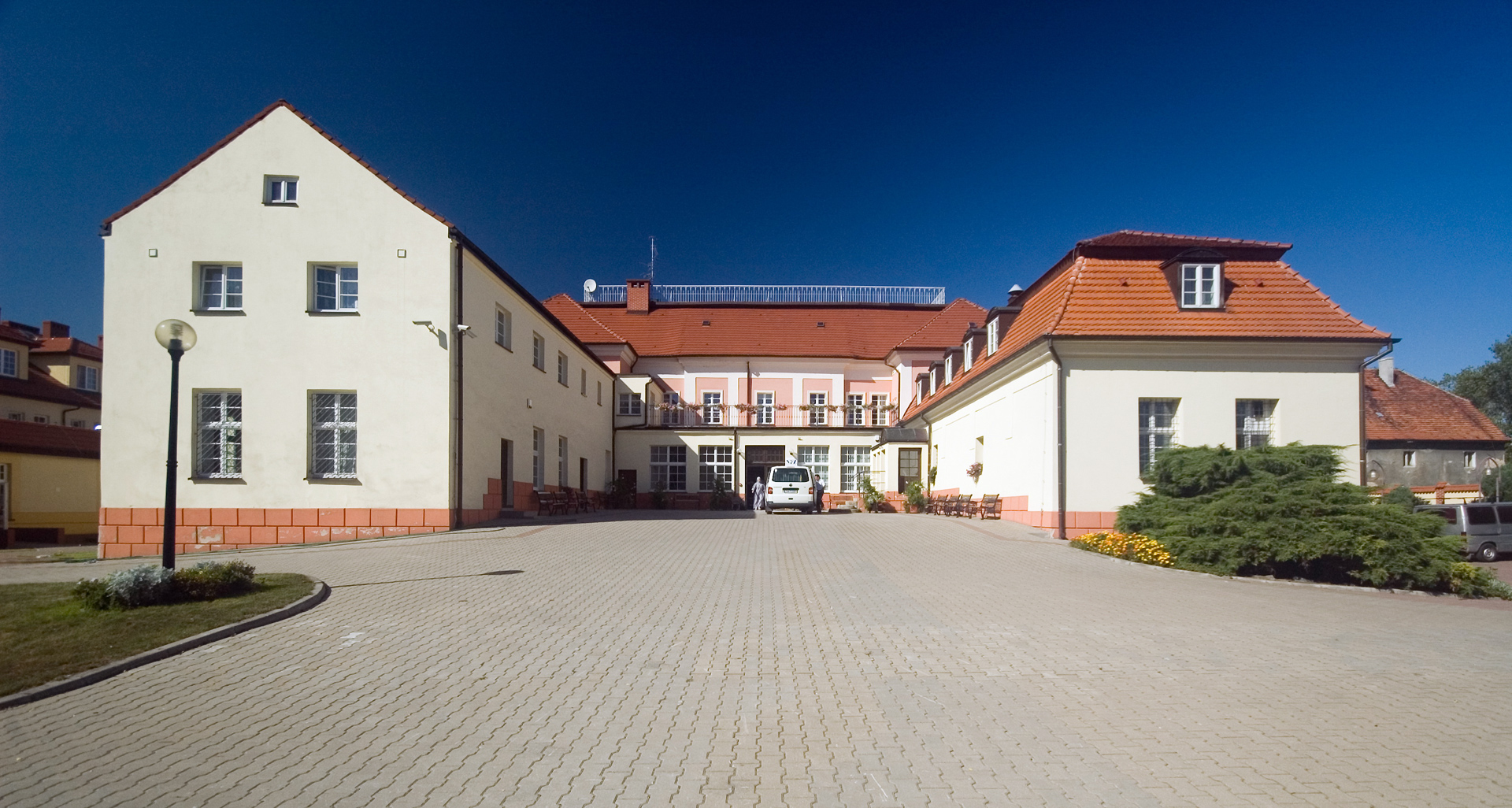
Schloss Wirrwitz